# Isabelle d’Orléans-Bragance

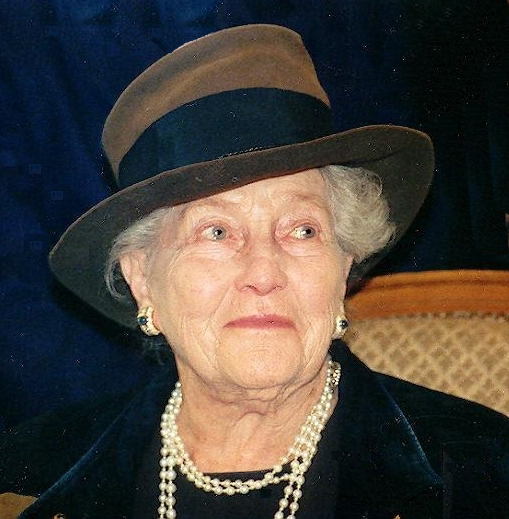
Isabelle d’Orléans-Bragance im Jahr 1995

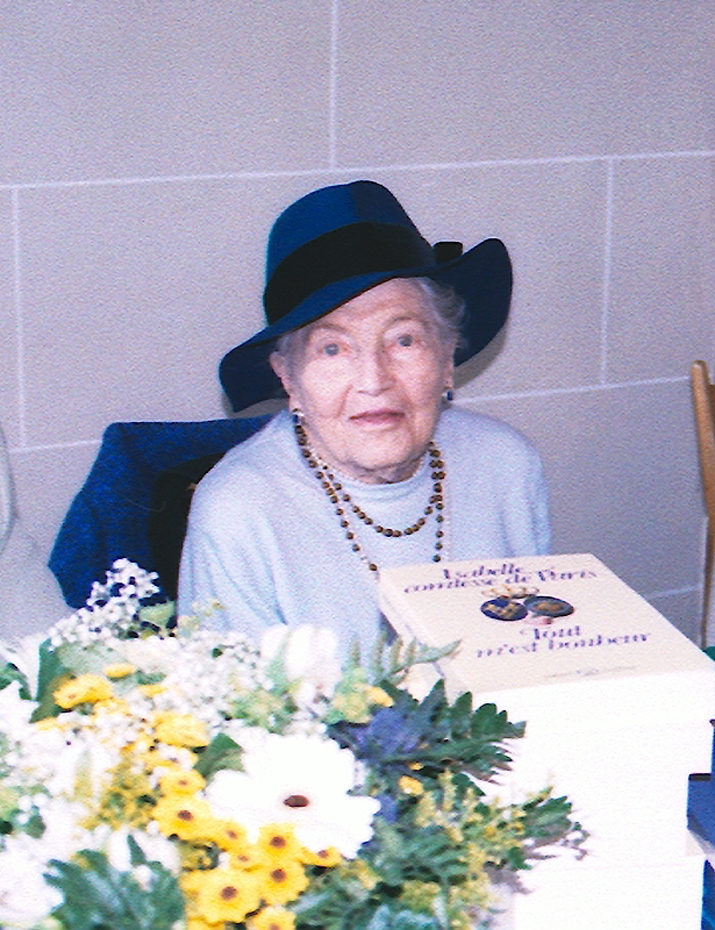
Isabelle d’Orléans-Bragance im Jahr 1998

Isabelle d’Orléans-Bragance, vollständiger Name Isabel Maria Amélia Luísa Vitória Teresa Joana Micaela Gabriela Rafaela Gonzaga de Orléans e Bragança (* 13. August 1911 im Schloss Eu in der Normandie; † 5. Juli 2003 in Paris) war eine französische Artistokratin. Sie war Ehefrau des Chefs des Hauses Orléans und trug den Höflichkeitstitel „Gräfin von Paris“ (Comtesse de Paris).

## Herkunft
Isabelle war das älteste Kind von Pedro d’Orléans-Braganza aus dem Haus Orléans-Braganza und seiner Frau Elisabeth Gräfin Dobrzensky von Dobrzenicz. Väterlicherseits ist sie sowohl Nachfahrin des Bürgerkönigs Louis-Philippe als auch Urenkelin des letzten brasilianischen Kaisers Pedro II. Isabelle wuchs in Brasilien (ab 1922 durfte die ehemalige kaiserliche Familie das Land wieder betreten), in Tschechien (dem Heimatland ihrer Mutter) und im Schloss Eu in der Normandie auf.

## Heirat und Nachkommen

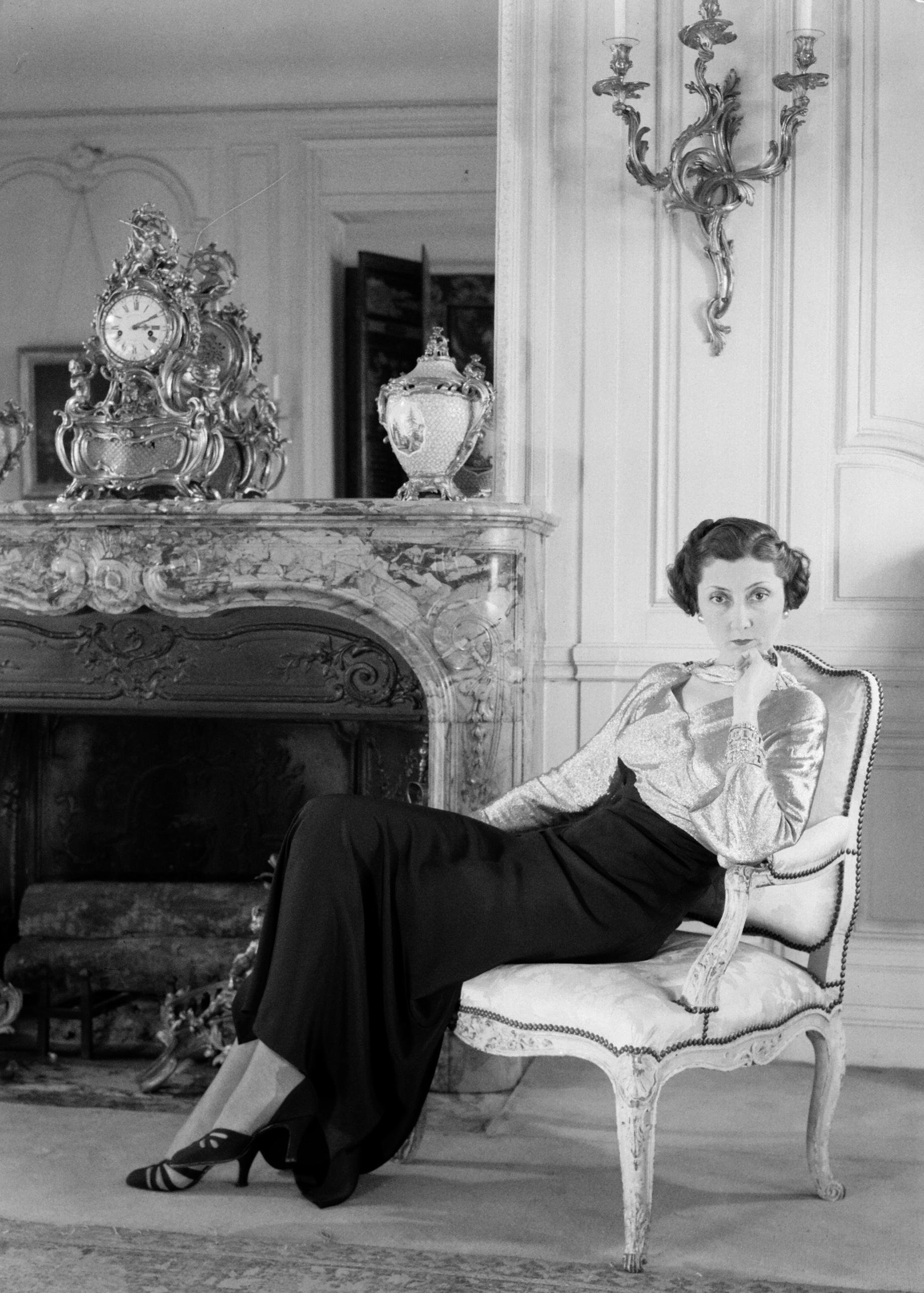
Isabelle d’Orléans-Bragance (1936)

Sie heiratete am 8. April 1931 in Palermo ihren entfernten Vetter Henri d’Orléans, der 1940 Nachfolger seines Vaters als Chef des Hauses Orléans und damit aus orléanistischer Sicht Thronprätendent auf den französischen Thron wurde, und wurde damit eine zentrale Figur der Hoffnungen der französischen Royalisten auf eine Restauration der Monarchie.
Das Ehepaar hatte elf Kinder:
- Isabelle Marie Laura Victoire (* 1932) ⚭ 1964 Friedrich Karl Graf von Schönborn-Buchheim
- Henri Philippe Pierre Marie (* 1933; † 2019) ⚭ 1957 (geschieden 1984) Marie Therese von Württemberg (* 1934)
- Hélène Astrid Léopoldine Marie (* 1934) ⚭ 1957 Evrard Graf von Limburg-Styrum
- François Gaston Michel Marie (* 1935; † 1960 gefallen)
- Anne Marguerite Brigitta Marie (* 1938) ⚭ 1965 Carlos von Bourbon-Sizilien (1938–2015)
- Diane Françoise Maria da Glória (* 1940) ⚭ Carl Herzog von Württemberg (1936–2022)
- Michel Joseph Benoît Marie (* 1941) ⚭ 1967 Beatrice Pasquier de Franclieu
- Jacques Jean Jaroslav Marie (* 1941) ⚭ 1969 Gersende Prinzessin von Sabran-Ponteves
- Claude Marie Agnès Cathérine (* 1943)

⚭ 1964–1982 mit Amadeus von Savoyen (1943–2021)
⚭ 1982–1996 Arnaldo La Cagnina
⚭ 2006 Enrico Gandolfini
- Jeanne Chantal Alice Clothilde Marie (* 1946) ⚭ 1972 Francois Xavier de Sambucy de Sorgue
- Thibaut Louis Denis Humbert Marie (* 1948; † 1983) ⚭ 1972 Marion Gordon-Orr

Zwei ihrer Söhne starben bereits vor ihr; einer im Algerienkrieg, einer bei einem Jagdunfall.
Seit 1950 lebte sie mit ihrer Familie in Louveciennes in der Nähe von Paris. An den zeitweise intensiven Bemühungen ihres Mannes zur Wiederherstellung der Monarchie beteiligte sie sich kaum. Das Paar lebte seit den 1970er-Jahren getrennt.
Sie war die Gründerin und Präsidentin des Musée Louis-Philippe im Château d'Eu.
An der Trauerfeier am 11. Juli 2003 in der königlichen Kapelle von Dreux nahmen zahlreiche europäische Adelige teil. Unter den Trauergästen waren Fabiola von Belgien, Farah Diba, Franz von Bayern, Prinz Albert von Monaco, der Fürst von Liechtenstein und Regina von Habsburg.

## Ahnentafel (3 Generationen)
|                             |                                                    |                                                  |                                                                              |
| Isabelle d’Orléans-Bragance | Vater: Pedro d'Orléans-Bragança                    | Großvater: Gaston d’Orléans, comte d’Eu          | Urgroßvater: Louis d’Orléans, duc de Nemours                                 |
| Isabelle d’Orléans-Bragance | Vater: Pedro d'Orléans-Bragança                    | Großvater: Gaston d’Orléans, comte d’Eu          | Urgroßmutter: Viktoria Auguste Antoinette von Sachsen-Coburg-Saalfeld-Koháry |
| Isabelle d’Orléans-Bragance | Vater: Pedro d'Orléans-Bragança                    | Großmutter: Isabella de Bragança                 | Urgroßvater: Peter II. Bragança von Brasilien                                |
| Isabelle d’Orléans-Bragance | Vater: Pedro d'Orléans-Bragança                    | Großmutter: Isabella de Bragança                 | Urgroßmutter: Teresa Maria Cristina von Neapel-Sizilien                      |
| Isabelle d’Orléans-Bragance | Mutter: Elisabeth Gräfin Dobrzensky von Dobrzenicz | Großvater: Graf Johann Dobrzensky von Dobrzenicz | Urgroßvater: Graf Johann Nepomuk Dobrzensky von Dobrzenicz                   |
| Isabelle d’Orléans-Bragance | Mutter: Elisabeth Gräfin Dobrzensky von Dobrzenicz | Großvater: Graf Johann Dobrzensky von Dobrzenicz | Urgroßmutter: Maria Friederike Wanczura von Rzehnicz                         |
| Isabelle d’Orléans-Bragance | Mutter: Elisabeth Gräfin Dobrzensky von Dobrzenicz | Großmutter: Elisabeth Kottulinsky von Kottulin   | Urgroßvater: Josef Kottulinsky von Kottulin                                  |
| Isabelle d’Orléans-Bragance | Mutter: Elisabeth Gräfin Dobrzensky von Dobrzenicz | Großmutter: Elisabeth Kottulinsky von Kottulin   | Urgroßmutter: Adelheid von Attems-Heiligenkreuz                              |

## Werke
(veröffentlicht als Isabelle, comtesse de Paris):
- Tout m'est bonheur (Erinnerungen), Éditions Robert Laffont, coll. « Vécu », Paris, 1978. ISBN 2-221-00107-9.
- Les Chemins creux (Erinnerungen, Fortsetzung von Tout m'est bonheur), Éditions Robert Laffont, coll. « Vécu », Paris, 1981. ISBN 2-221-00817-0.
- Blanche de Castille, mon aïeule (Biographie), Éditions Robert Laffont, Paris, 1991. ISBN 2-221-07093-3.
- Moi, Marie-Antoinette (Romanbiographie), Éditions Robert Laffont, Paris, 1993. ISBN 2-221-07485-8.
- La reine Marie-Amélie [Texte imprimé] : grand-mère de l'Europe (Biographie), Éditions Perrin, Paris, 1998. ISBN 2-262-01451-5.
- L'album de ma vie (Erinnerungen, in Zusammenarbeit mit Cyrille Boulay), Éditions Perrin, coll. « les Souvenirs du Gotha », Paris, 2002. ISBN 2-262-01832-4.